# Louis Lacroix (capitaine)
Pour les articles homonymes, voir Lacroix et Louis Lacroix (homonymie).
 (octobre 2021).
Si vous disposez d'ouvrages ou d'articles de référence ou si vous connaissez des sites web de qualité traitant du thème abordé ici, merci de compléter l'article en donnant les références utiles à sa vérifiabilité et en les liant à la section « Notes et références ».
Louis Lacroix, né le 7 janvier 1877 et mort le 27 octobre 1958 à La Bernerie-en-Retz (Loire Inférieure), est un capitaine au long cours, cap-hornier et historien français de la marine.
Il est l'auteur d'ouvrages consacrés principalement à l'ère des grands voiliers.

## Biographie
Cadet de quatre enfants, Louis Lacroix est le fils de Benjamin Lacroix (La Bernerie-en-Retz, 1845-1921), notaire, maire de La Bernerie (1896-1921), et de Marie Thuillier (La Bernerie-en-Retz, 1853-1917). Il est issu d'une lignée de marins, les Le Ray, Thuillier, Defoy, tous capitaines.

### Jeunesse
Louis Lacroix, interne au collège Saint-Stanislas de Nantes — pension dirigée par des ecclésiastiques pour enfants de milieu aisé — se révèle être « un esprit vif et rapide, bon élève en français, mathématiques, géographie, doué d'une grande mémoire, d'un travail facile, d'une application constante […] ». Cependant l'internat lui pèse. Il veut être « marin comme avant dans la famille ». Il pêche pendant ses vacances dans la baie de Bourgneuf. À la suite d'une punition jugée imméritée, comme Jules Verne son ancien de Saint-Stanislas l'aurait fait dit-on, il fugue, est récupéré par le patron d'un chasse-marée, mais l'aventure tourne court très vite. À 17 ans, il passe son baccalauréat, fait une année de droit, puis embarque en 1895 comme pilotin sur le trois-mâts de 370 tonneaux, L'Esbroufe (armement Pître-Rozier) en partance pour les Antilles-Guyane, pilotin sans solde, inscrit maritime provisoire no 79.
Suit un second embarquement, et sans doute un troisième, sur le Frédéric-Suzanne, où il sert comme matelot léger.

### Le service à l'État (1897-1899)
Durant ces 22 mois dont il garde un souvenir assez terne, il est d'abord affecté à l'École des apprentis matelots et secrétaires de Lorient. Nommé gabier auxiliaire, matelot de 3e puis 2e classe, il suit entre ses heures de service les cours d'hydrographie. Il sert sur Yonne, Navarin et Magellan, navires désaffectés.
Louis Lacroix est reçu au brevet de la Marine marchande à 22 ans. Il a bénéficié vraisemblablement d'un raccourcissement de son service militaire (2 ans contre 60 mois) en vertu des mesures résultant du décret du 18 septembre 1893.

### L'officier de Marine
De 1899 à 1901, il embarque comme lieutenant (inscrit maritime définitif no 155) sur le trois-mâts-barque Duchesse-Anne (armement Bureau et fils Nantes) pour un voyage au tramping de 18 mois. Il fait le tour du monde : Madagascar, Inde, Brésil, Chili, etc.
De 1901 à 1902, il effectue son deuxième embarquement sur Duchesse-Anne en tant que second. Le navire charge du charbon à Swansea pour San Francisco, puis, au fond de la baie, charge du blé à Port Costa à destination de l'Europe. À la suite de la mort du capitaine dans ce port, Louis Lacroix prend le commandement par intérim et complète le chargement dans plusieurs ports avant de revenir à San Francisco où un nouveau commandant est embarqué. À son retour en Europe, le navire est vendu et convoyé vers l'Angleterre, Lacroix restant second durant ce voyage.
Il est reçu à l'examen pratique de capitaine au long cours, breveté complet le 27 juin 1903.
Entre 1903 et 1904, il commande le trois-mâts-barque Maréchal de Gontaut (Cie de Navigation française puis Voiliers nantais). Il voyage de New York à Yokohama et retourne vers Dunkerque (pétrole, riz, divers).
De 1905 à 1909, il commande le trois-mâts-barque Babin-Chevaye (Bureau frères et Baillergeau, armateurs, Nantes). La 1re campagne de juillet 1905 à septembre 1906 le mène à Penarth, San Francisco, au Chili, en Australie (charbon, nitrate).
La 2e campagne va à Cardiff, Iquique, Ostende (charbon, nitrate).
La 3e campagne de janvier 1908 à décembre 1908 parcourt Ostende, Port Talbot, Iquique  (charbon, nitrate).
En 1909 et 1910, il commande le trois-mâts-barque Jean (Société des Armateurs nantais) pour Dunkerque, Hobart, Port Victoria, Dunkerque (blé).
Louis Lacroix, en quinze années de navigation sur toutes les mers du globe, se révèle être un excellent marin et un capitaine de caractère, qualités éprouvées dans des circonstances parfois dramatiques.
De 1911 à 1912, il est capitaine d'armement pour la Société des Armateurs nantais.
De 1913 à 1919, il est pilote au canal de Suez. Mobilisé sur place, il est blessé à l’œil et réformé à la navigation.
De 1919 à 1922, il est capitaine d'armement à Paris pour la Société des Armateurs français, puis directeur technique.
De 1922 à 1925, il est directeur de l'Agence de Saint-Nazaire de l'Union française maritime (remorquage et sauvetage entre Brest et Oléron).
De 1925 à 1926, il est directeur de la Société de pêche « Vendée-Bretagne » à Saint-Jean-de-Luz.
Entre 1926 et 1950, il est expert des Assureurs maritimes à Nantes, expert maritime près du tribunal de Nantes, puis expert maritime-visiteur du Port de Nantes.

### Historien de marine
En 1928, Louis Lacroix rencontre Maurice Schwob (1859-1928), directeur du journal Le Phare de la Loire à Nantes. Maurice Schwob est le frère de l'écrivain Marcel Schwob et le père de la photographe surréaliste Claude Cahun. Schwob cherche à sauver la mémoire des grands voiliers et de leurs équipages. Louis Lacroix se désole et enrage de voir les magnifiques long-courriers nantais, désarmés, attendre en file sur le canal de la Martinière d'être livrés aux démolisseurs. « Il faut faire quelque chose », dit-il. De cette rencontre naît vraisemblablement chez Lacroix le projet d'immortaliser leur histoire.
Capitaine d'armement, expert maritime, ses nombreux déplacements dans les ports d'Europe lui ont permis et lui permettent d'accumuler des documents et témoignages qui s'ajoutent à la considérable correspondance qu'il entretient avec de nombreux camarades. Il se lance dans une œuvre importantee d'historien de marine que son expérience et sa grande culture lui permettront de mener à bien. Louis Lacroix, constamment cité par ses successeurs, de Jean Randier dans Hommes et Navires au Cap-Horn, à B. et Y. Le Coat dans Cap Horniers Français, est le fondateur de l'historiographie consacrée aux grands voiliers.
Alors que Basil Lubbock a publié en 1927 chez Brown and Fergusson à Glasgow The Last of the Windjammers, Louis Lacroix effectue aux archives[Lesquelles ?] de multiples recherches — auxquelles participe quelquefois Henri Picard, futur écrivain de marine — pour la préparation de son premier opus, Les Derniers Grands Voiliers.

#### L'œuvre écrit
Les livres de Louis Lacroix sont considérés comme des ouvrages de base, des classiques souvent consultés. Il laisse un œuvre primordial pour l'histoire de notre marine aux derniers temps de la voile. Blaise Cendrars rendit hommage, dans son livre de souvenirs Bourlinguer, « aux bons, gros bouquins du capitaine Lacroix », qui selon lui constituent l'épopée de la marine à voile.
- Les Derniers Grands Voiliers, Paris, Peyronnet, 1937, premier prix de l'Académie de Marine 1939.
- Les Derniers Baleiniers Français, Nantes, Imprimerie de Bretagne, 1938.
- Les Derniers Cap-Horniers Français, Luçon, Imprimerie S. Pacteau, 1940[2].
- La Baye de Bretagne, Luçon, Imprimerie S. Pacteau, 1942. Histoire de la Baie de Bourgneuf et de son Littoral.
- Les Derniers Voyages de Bois d'Ébène, de Coolies et de Merles du Pacifique, Luçon, Imprimerie S. Pacteau, 1943.
- Les Derniers Voyages de Forçats et de Voiliers en Guyane, Les Derniers Antillais, Luçon, Imprimerie S. Pacteau, 1945.
- Les Écraseurs de Crabes sur les Derniers Voiliers Caboteurs, Nantes, Aux Portes du Large, 1947.
- Les Derniers Voiliers Morutiers Terreneuvas, Islandais, Groënlandais, Luçon, Imprimerie S. Pacteau, 1949 ; Éditions maritimes et d'outre-mer, 1970.
- L'Âge d'Or de la Voile, 1949 (Horizons de France).
- Les Derniers Pilotins de la Voile, les Voiliers-Écoles du milieu du XIXe siècle à nos jours, Luçon, Imprimerie S. Pacteau, 1951.
- La Bernerie, son histoire à travers les Âges, Luçon, Imprimerie S. Pacteau, 1953.
- Les Tragédies de la Mer aux Derniers Jours de la Voile, Luçon, Imprimerie S. Pacteau. Dépôt Librairie Durance, Nantes.

Plusieurs ouvrages en projet ne verront pas le jour : Les derniers clippers, Les derniers jours de l'occupation allemande en Pays de Retz, Les derniers voiliers de la pêche hauturière, Les derniers voyages de troc à la côte d'Afrique,
Les Derniers Morutiers, édité à compte d'auteur a été, parallèlement, édité par Peyronnet.
Hormis Les Derniers Grands Voiliers, Les Écraseurs de Crabes et L'Âge d'Or de la Voile, tous les ouvrages ont été édités à compte d'auteur et diffusés par souscription ou dépôt chez certains libraires.
Enfin, Les Tragédies de la Mer est paru post mortem. Louis Lacroix ayant relu l'épreuve avant sa mort n'a pu, comme il le faisait toujours, rédiger la conclusion.

### Vie personnelle
Louis Lacroix épouse, le 20 octobre 1910 à la cathédrale Saint-Pierre-et-Saint-Paul de Nantes, Germaine Lorfray (1887-1972), fille d'un grand quincaillier nantais. De cette union naîtront trois enfants : Pierre-Yves, Annick et Françoise.
Après avoir posé son sac à terre et mené sa seconde carrière, outre la rédaction de son œuvre qui l'amène à échanger une abondante correspondance avec ses anciens camarades, Louis Lacroix s'adonne à la menuiserie, à la pêche et entretient d'étroites relations avec l'Amicale internationale des capitaines au long cours cap-horniers. Il reçoit chez lui, à la Bernerie, les peintres de marine Viaud et Silhouette. Dès 1930, il navigue et pêche dans la baie de Bourgneuf sur ses bateaux, le Saint-Léon, puis La Souvenance. Celui que ses camarades appelaient « l'écrivain » donne des conférences et effectue de fréquents déplacements à Nantes où il consulte les archives du Bureau Veritas, celles du musée des Salorges ainsi que les archives municipales.
Louis Lacroix meurt le 27 octobre 1958 au matin. Il est inhumé au cimetière de La Bernerie-en-Retz (Loire Atlantique) et, près de sa pierre tombale, une plaque sur laquelle est gravé l'albatros crochant le piège que tendaient les marins dans les mers du sud, témoigne de l'hommage qui lui fut rendu par les cap-horniers.

## Distinctions

### Décorations
- Chevalier de la Légion d'honneur.
- Officier de l'ordre du Mérite maritime.

### Récompenses
- Premier prix de l'Académie de marine en 1939.
- Médaillé de l'Académie française et de la Société de géographie. Prix de l'Académie française 1943.